# Отражение (фильм, 2021)
«Отражение» (укр. Відблиск) — украинский художественный фильм режиссёра Валентина Васяновича с Романом Луцким, Никой Мыслицкой и Надеждой Левченко в главных ролях. Премьера состоялась в сентябре 2021 года на 78-м Венецианском кинофестивале, картина получила высокие оценки критиков.

## Сюжет
Герой картины — украинский военврач Сергей, который попадает в плен во время войны в Донбассе, проходит через тяжёлые воспитания и, получив свободу, пытается вернуться к нормальной жизни. Его главная цель — наладить отношения с бывшей женой и 12-летней дочерью Полиной, которые живут отдельно. В процессе Сергей начинает сталкиваться с собственными посттравматическими страхами и тревогами.

## В ролях
- Роман Луцкий — Сергей
- Ника Мыслицкая — Полина
- Надежда Левченко — Ольга
- Андрей Рымарук[укр.] — психолог
- Игорь Шульга

## Релиз и оценки
Премьера фильма состоялась в сентябре 2021 года на 78-м Венецианском кинофестивале, в рамках основной программы. Оценки критиков были главным образом положительными. На сайте-агрегаторе рецензий Rotten Tomatoes «Отражение» получило рейтинг 95 % со средней оценкой 7,7 из 10, на сайте Metacritic — 85 баллов из 100, что указывает на «всеобщее признание». После венецианского показа ему аплодировали стоя в течение 10 минут.
Лесли Фелперин (The Hollywood Reporter) высоко оценил работу оператора и актёров, особо выделив Романа Луцкого. Джессика Кианг (Variety) с похвалой отозвалась о сценарии, а картину в целом охарактеризовала как «суровое, но проникновенное описание посттравматического стрессового расстройства» с вопросом о том, «что происходит с душой человека и нации на войне». Она увидела главное достоинство «Отражения» в контрасте между жёстким сюжетным материалом и «хладнокровной», «созерцательной» манерой повествования. Высокие оценки картине дали Джонатан Ромни (ScreenDaily), Анна Смит (Deadline), Николас Белл (IONCINEMA).